# Ancylomenes lucasi
Ancylomenes lucasi is een garnalensoort uit de familie van de Palaemonidae. De wetenschappelijke naam van de soort is voor het eerst geldig gepubliceerd in 1937 door Chace.